# Ondina (Salvador)
Ondina es uno de los barrios de la llamada área noble de Salvador, capital del estado brasileño de Bahía. Situado en la parte sur de la ciudad, el Carnaval de Salvador termina en ese punto, algunos kilómetros después de la Barra (Circuito Barra-Ondina / Dodô). La Ondina tiene una hermosa playa urbana y algunos de los grandes hoteles de gran tamaño de la ciudad (Othon Palace, Portobello, etc).

## Características
Se caracteriza por albergar muchos hoteles y edificios residenciales de lujo, además del campus-sede de la Universidad Federal de Bahía (UFBA).
También posee el zoológico de la ciudad, la Estación Meteorológica y la residencia oficial del Gobernador (Palacio de Ondina). Este último está ubicado en el Alto de Ondina, elevación que es uno de los atractivos del barrio por su vista privilegiada.
Ondina junto a la Barra se convirtieron en parte del Circuito Alternativo del carnaval soteropolitano al tradicional Circuito Osmar en el Campo Grande. Por estar ubicado en la orilla, donde se concentran casi todos los camarotes y donde la mayoría de las bandas tocan es hoy el punto más popular de la fiesta.
En Ondina también están ubicados el Instituto Pestalozzi y el Instituto Baiano de Rehabilitación.

## Acceso y localización
El barrio es cortado por la Avenida Oceánica (paralela al mar y que se inicia en el Faro de la Barra) y por la Avenida Anita Garibaldi. Ambas son interconectadas por la calle Ondina, vía que da acceso al Parque Zoobotánico de Salvador y donde está ubicada la Escuela de Medicina Veterinaria de la UFBA, el Instituto Biológico de Bahía y la EMBRAPA. Entre la calle Ondina y la Avenida Anita Garibaldi está instalado parte de las principales instalaciones de la UFBA, como la Biblioteca Central y varias Facultades.